# Maria Fan Kun
Św. Maria Fan Kun (chiń. 范坤瑪利) (ur. 1884 r. w Daji, Hebei w Chinach – zm. 28 czerwca 1900 r. w Wangla, Hebei) – święta Kościoła katolickiego, męczennica.
Maria Fan Kun urodziła się w Daji. Wychowywała się w sierocińcu założonym przez księży katolickich we wsi Wangla.
Podczas powstania bokserów doszło w Chinach do prześladowania chrześcijan. 24 czerwca 1900 r. powstańcy opanowali wieś, spalili kościół i zabili wszystkich katolików, którym nie udało się uciec. Zostawili przy życiu ją i trzy inne sieroty (Łucję Wang Cheng, Marię Qi Yu i Marię Zheng Xu). Zabrali je najpierw do Yingjia, później do Mazetang. Przywódca bokserów złożył propozycję małżeństwa Łucji Wang Cheng, którą ona odrzuciła. W tym samym czasie powstańcy próbowali również zmusić Marię Fan Kun do małżeństwa z jednym z nich. Przyniosło to potępienie ze strony reszty grupy – uważali że ich zadaniem było aresztowanie katolików i zabijanie tych, którzy nie chcieli wyrzec się wiary, a nie zawieranie z nimi małżeństw. Po tym incydencie bokserzy wzięli sieroty do wioski Mala. Trzy młodsze płakały w drodze, pocieszała je Łucja Wang Cheng. Po przybyciu do wsi Wangla wszystkie cztery odmówiły wyrzeczenia się wiary. Po tym zostały zamordowane.

## Dzień wspomnienia
9 lipca w grupie 120 męczenników chińskich.

## Proces beatyfikacyjny i kanonizacyjny
Została beatyfikowana 17 kwietnia 1955 r. przez Piusa XII w grupie Leon Mangin i 55 Towarzyszy. Kanonizowana w grupie 120 męczenników chińskich 1 października 2000 r. przez Jana Pawła II.